# جام اینترتوتو ۲۰۰۰
جام اینترتوتو ۲۰۰۰، چهلمین دوره از رقابت‌های فوتبال جام اینترتوتو و ششمین دوره از این مسابقات بود که زیر نظر یوفا برگزار می‌شد. در بازی‌های نهایی سه تیم سلتاویگو، اودینزه و اشتوتگارت به پیروزی رسیدند و جواز حضور در مسابقات جام یوفا را بدست آوردند.

## دور اول
- مسابقات در ۱۸–۱۹ ژوئن و ۲۵–۲۶ ژوئن برگزار شدند.

| تیم ۱                 | نتیجه‌نهایی   | تیم ۲                 | بازی رفت | بازی برگشت |
| --------------------- | ------------ | --------------------- | -------- | ---------- |
| پلیستر                | ۴–۱          | Hobscheid             | ۳–۱      | ۱–۰        |
| او دی ترنچین          | ۰–۴          | دینابورگ              | ۰–۳      | ۰–۱        |
| زاگوئبیه لوبین        | ۷–۱          | Vilash Masallı        | ۴–۰      | ۳–۱        |
| سیبالیا               | ۴–۲          | اوبیلیچ               | ۳–۱      | ۱–۱        |
| لاسک                  | ۴–۱          | هاپوئل پتخ تیکوا      | ۳–۰      | ۱–۱        |
| نئا سالامیس فاماگوستا | ۶–۲          | ولازنیا اشکودر        | ۴–۱      | ۲–۱        |
| اچ بی توشهاون         | ۰–۷          | تاتابانیا             | ۰–۴      | ۰–۳        |
| Leiftur               | ۶–۶ (گ.ز.)   | لوتسرن                | ۲–۲      | ۴–۴        |
| گلناون                | ۱–۴          | اسلاون بلوپو          | ۱–۱      | ۰–۳        |
| دنپر ترانسماش موگیلف  | ۴–۲          | سیلکبورگ              | ۲–۱      | ۲–۱        |
| فلوریانا              | ۱–۳          | Stabæk                | ۱–۱      | ۰–۲        |
| دینامو تفلیس          | ۳–۳ (گ.ز.)   | استاندارد لیژ         | ۲–۲      | ۱–۱        |
| پریموریه              | ۱۱–۰         | وسترلو                | ۵–۰      | ۶–۰        |
| ناروا ترانس           | ۴–۹          | Ceahlăul Piatra Neamţ | ۲–۵      | ۲–۴        |
| کومبرن تاون           | ۰–۲          | Nistru Otaci          | ۰–۱      | ۰–۱        |
| قوجاایلی‌اسپور         | ۱–۱ (۳–۵ پ.) | آتلانتاس              | ۰–۱      | ۱–۰        |
| Västra Frölunda       | ۲–۲ (گ.ز.)   | Zrinjski Mostar       | ۱–۰      | ۱–۲        |
| میپا                  | ۴–۵          | نوشاتل زمکس           | ۱–۲      | ۳–۳        |
| آراکس آرارات          | ۱–۳          | سیگما اولوموتس        | ۱–۲      | ۰–۱        |
| کالج دانشگاهی دوبلین  | ۳–۳ (گ.ز.)   | Velbazhd Kyustendil   | ۳–۳      | ۰–۰        |

## دور دوم
- مسابقات در ۱–۲ ژوئیه و ۸–۹ ژوئیه برگزار شدند.

| تیم ۱                 | نتیجه‌نهایی | تیم ۲                 | بازی رفت | بازی برگشت |
| --------------------- | ---------- | --------------------- | -------- | ---------- |
| Nistru Otaci          | ۳–۷        | آستریا زالتسبورگ      | ۲–۶      | ۱–۱        |
| زنیت سن پترزبورگ      | ۶–۱        | پریموریه              | ۳–۰      | ۳–۱        |
| پروجا                 | ۲–۳        | استاندارد لیژ         | ۱–۲      | ۱–۱        |
| نئا سالامیس فاماگوستا | ۱–۳        | آستریا وین            | ۱–۰      | ۰–۳        |
| Stabæk                | ۰–۵        | اوسر                  | ۰–۲      | ۰–۳        |
| دینابورگ              | ۰–۱        | آلبورگ                | ۰–۰      | ۰–۱        |
| لاسک                  | ۳–۴        | Marila Příbram        | ۱–۱      | ۲–۳        |
| آتلانتاس              | ۲–۷        | برادفورد سیتی         | ۱–۳      | ۱–۴        |
| مایورکا               | ۳–۴        | Ceahlăul Piatra Neamţ | ۲–۱      | ۱–۳        |
| بلشانی                | ۸–۲        | دنپر ترانسماش موگیلف  | ۶–۲      | ۲–۰        |
| سدان                  | ۶–۲        | Leiftur               | ۳–۰      | ۳–۲        |
| نوشاتل زمکس           | ۲–۱۰       | اشتوتگارت             | ۱–۶      | ۱–۴        |
| زاگوئبیه لوبین        | ۱–۱ (گ.ز.) | اسلاون بلوپو          | ۱–۱      | ۰–۰        |
| تاتابانیا             | ۳–۲        | سیبالیا               | ۳–۲      | ۰–۰        |
| پلیستر                | ۳–۱        | Västra Frölunda       | ۳–۱      | ۰–۰        |
| Velbazhd Kyustendil   | ۲–۸        | سیگما اولوموتس        | ۲–۰      | ۰–۸        |

## دور سوم
- مسابقات در ۱۵–۱۶ ژوئیه و ۲۲ ژوئیه برگزار شدند.

| تیم ۱                 | نتیجه‌نهایی | تیم ۲                 | بازی رفت | بازی برگشت |
| --------------------- | ---------- | --------------------- | -------- | ---------- |
| سلتاویگو              | ۵–۱        | پلیستر                | ۳–۰      | ۲–۱        |
| آلبورگ                | ۲–۳        | باشگاه فوتبال اودینزه | ۰–۲      | ۲–۱        |
| سدان                  | ۱–۲        | وولفسبورگ             | ۰–۰      | ۱–۲        |
| Marila Příbram        | ۱–۳        | استون ویلا            | ۰–۰      | ۱–۳        |
| بلشانی                | ۸–۰        | Kalamata              | ۵–۰      | ۳–۰        |
| لانس                  | ۲–۲ (گ.ز.) | اشتوتگارت             | ۲–۱      | ۰–۱        |
| برادفورد سیتی         | ۳–۰        | والویک                | ۲–۰      | ۱–۰        |
| روستسلماش             | ۱–۵        | اوسر                  | ۰–۲      | ۱–۳        |
| اسلاون بلوپو          | ۱–۲        | سیگما اولوموتس        | ۱–۱      | ۰–۱        |
| استاندارد لیژ         | ۴–۲        | آستریا زالتسبورگ      | ۳–۱      | ۱–۱        |
| Ceahlăul Piatra Neamţ | ۲–۵        | آستریا وین            | ۲–۲      | ۰–۳        |
| زنیت سن پترزبورگ      | ۴–۲        | تاتابانیا             | ۲–۱      | ۲–۱        |

## نیمه نهایی
- مسابقات در ۲۶ ژوئیه و ۲ اوت برگزار شدند.

| تیم ۱            | نتیجه‌نهایی | تیم ۲         | بازی رفت | بازی برگشت |
| ---------------- | ---------- | ------------- | -------- | ---------- |
| سیگما اولوموتس   | ۳–۱        | بلشانی        | ۳–۱      | ۰–۰        |
| اشتوتگارت        | ۲–۱        | استاندارد لیژ | ۱–۱      | ۱–۰        |
| زنیت سن پترزبورگ | ۴–۰        | برادفورد سیتی | ۱–۰      | ۳–۰        |
| سلتاویگو         | ۳–۱        | استون ویلا    | ۱–۰      | ۲–۱        |
| آستریا وین       | ۰–۳        | اودینزه       | ۰–۱      | ۰–۲        |
| اوسر             | ۳–۲        | وولفسبورگ     | ۱–۱      | ۲–۱ (و.ا.) |

## فینال‌ها
- مسابقات در ۸ و ۲۲ اوت برگزار شدند.

| تیم ۱          | نتیجه‌نهایی | تیم ۲            | بازی رفت | بازی برگشت |
| -------------- | ---------- | ---------------- | -------- | ---------- |
| سلتاویگو       | ۴–۳        | زنیت سن پترزبورگ | ۲–۱      | ۲–۲        |
| سیگما اولوموتس | ۴–۶        | اودینزه          | ۲–۲      | ۲–۴ (و.ا.) |
| اوسر           | ۱–۳        | اشتوتگارت        | ۰–۲      | ۱–۱        |

### دور رفت
| اوسر | ۰–۲   | اشتوتگارت               |
| ---- | ----- | ----------------------- |
|      | گزارش | Thiam ۱۸' · بالاکوف ۷۲' |

| سیگما اولوموتس             | ۲–۲   | اودینزه             |
| -------------------------- | ----- | ------------------- |
| Mucha ۱۲' · Kovář ۲۴' (پ.) | گزارش | والم ۳۵' · Sosa ۶۵' |

| سلتاویگو                    | ۲–۱   | زنیت سن پترزبورگ |
| --------------------------- | ----- | ---------------- |
| کارپین ۲۲' · خوانفران ۹۰+۱' | گزارش | Igonin ۸'        |

### دور برگشت
| زنیت سن پترزبورگ  | ۲–۲   | سلتاویگو                 |
| ----------------- | ----- | ------------------------ |
| Popovych ۳۰'، ۶۳' | گزارش | کارپین ۸۳' · مک‌کارتی ۸۹' |

سلتاویگو در مجموع ۴–۳ برنده شد.
| اشتوتگارت   | ۱–۱   | اوسر     |
| ----------- | ----- | -------- |
| بالاکوف ۶۱' | گزارش | کاپو ۳۸' |

اشتوتگارت در مجموع ۳–۱ برنده شد.
| اودینزه                                               | ۴–۲ (و.ا.) | سیگما اولوموتس        |
| ----------------------------------------------------- | ---------- | --------------------- |
| موتزی ۸۸' · والنتیم ۹۰+۳' · Sosa ۹۹' · Margiotta ۱۱۵' | گزارش      | Hapal ۴۳' · Mucha ۹۰' |

اودینزه در مجموع ۶–۴ برنده شد.